# Egység (párt)
Az Egység (lettül Vienotība) egy liberális-konzervatív politikai párt Lettországban, amelyet 2010-ben hozott létre három politikai párt, mint választási szövetség. A három párt 2011 nyarán egyesült, közös nevük a szövetség neve, vagyis az Egység lett.
A párt adja Lettország jelenlegi miniszterelnökét, Evika Siliņát.
Az Európai Néppárt tagja.

## Választási eredmények
| Választás éve | Szavazatok száma | Szavazatok aránya | Mandátumok száma | Parlamenti szerepe |
| ------------- | ---------------- | ----------------- | ---------------- | ------------------ |
| 2010          | 301 424          | 31,90%            | 33               | kormánypárt        |
| 2011          | 172 567          | 19,00%            | 20               | kormánypárt        |
| 2014          | 199 535          | 22,01%            | 23               | kormánypárt        |
| 2018          | 56 542           | 6,74%             | 8                | kormánypárt        |
| 2022          | 173 425          | 19,19%            | 23               | kormánypárt        |

| Választás éve | Szavazatok száma | Szavazatok aránya | Mandátumok száma |
| ------------- | ---------------- | ----------------- | ---------------- |
| 2014          | 204 979          | 46,56%            | 4                |
| 2019          | 124 193          | 26,40%            | 2                |

## Fordítás
- Ez a szócikk részben vagy egészben  a   New Unity című angol Wikipédia-szócikk ezen változatának fordításán alapul.  Az eredeti cikk szerkesztőit annak laptörténete sorolja fel. Ez a jelzés csupán a megfogalmazás eredetét és a szerzői jogokat jelzi, nem szolgál a cikkben szereplő információk forrásmegjelöléseként.